# عضل مصري كبير
اليربوع المصري الكبير (الاسم العلمي: Gerbillus pyramidum) يتوزع في جميع أنحاء شمال أفريقيا وفلسطين.